# 리건 월러스
리건 월러스(Rheagan Wallace, 1986년 6월 9일 ~ )는 미국의 배우, 텔레비전 배우, 영화배우이다.
댈러스에서 태어났다.

## 영화
- 더 데드리스트 건 (2015년)
- 더 프라디글 (2014년)
- 찰리: 어 토이 스토리 (2013년)
- 딥 인 더 하트 (2011년) - 디드 역
- 트루스 비 톨드 (2010년) - 샤논 역
- 익스트림 무비 (2008년)
- 어댑테이션 (2002년) - 킴 카넷티 역
- 6현의 사무라이 (1998년)
- 제7의 천국 (1996년)
- 시티 레인져 (1993년)